# Le Chioula
Le Chioula est une station de sports d'hiver nordique située dans les Pyrénées françaises, dans le département de l'Ariège en région Occitanie. La station est partenaire avec sa voisine la station de Beille.

## Géographie
On y accède par la route conduisant au col de Chioula depuis Luzenac (D20) ou Ax-les-Thermes (D613).

## Histoire
Fin 2016, la station est classée cinquième dans le top 100 des stations françaises par le célèbre guide touristique Lonely planet.

## Infrastructures
Outre son dispositif d'accueil avec restaurant, salle hors sac, location de matériel... la station propose : 
- 60 km de pistes de ski nordique pour skating ou ski classique ;
- 32 km de pistes pour raquettes et marche nordique ;
- une piste d'initiation gratuite ;
- un espace luge aménagé et sécurisé ;
- un itinéraire piéton.

Facilement accessible, le refuge du Chioula est ouvert l'hiver en liaison avec l'activité de ski de fond du Chioula et en été. Il est situé sur le sentier transfrontalier des Bonshommes (GR 107) et sur les circuits balisés des Vallées d'Ax.

### Lien externe

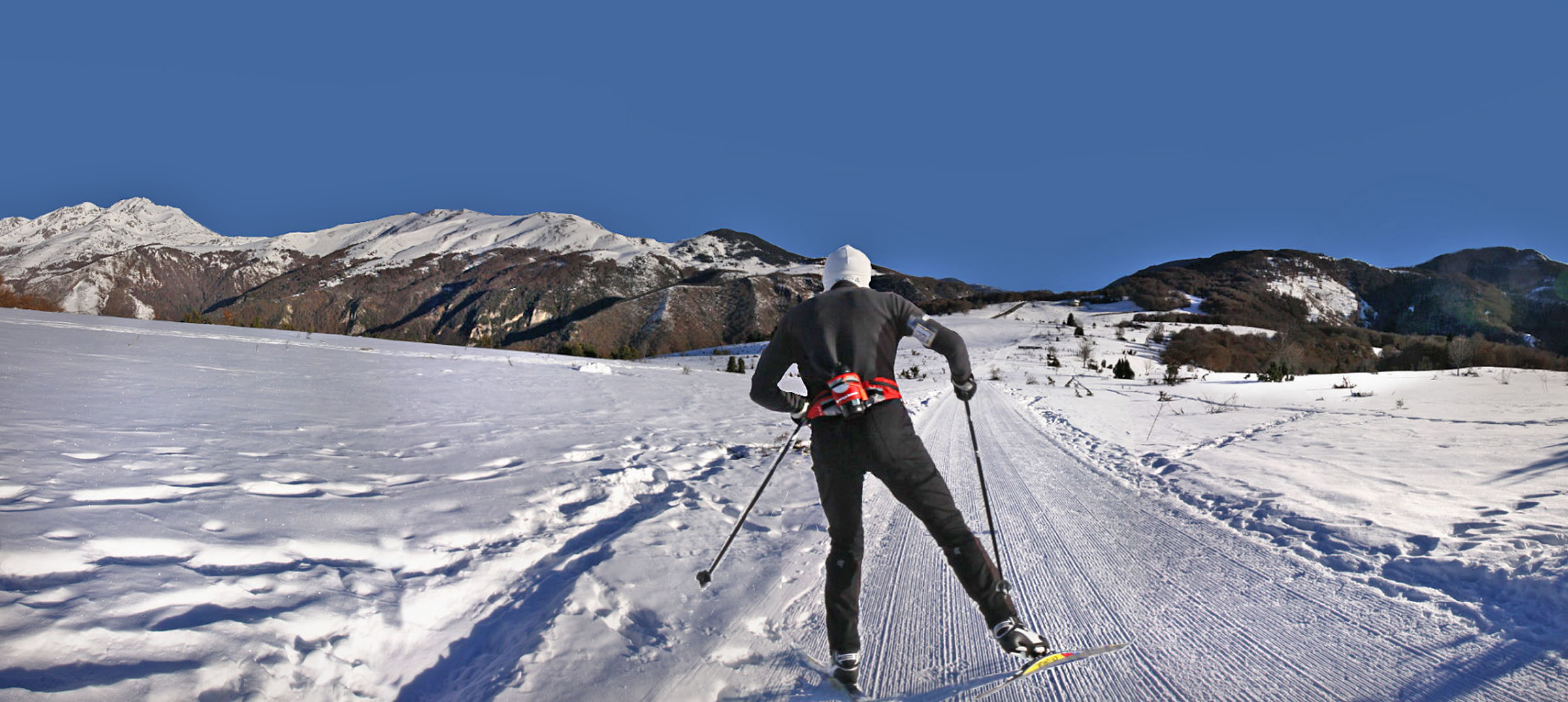
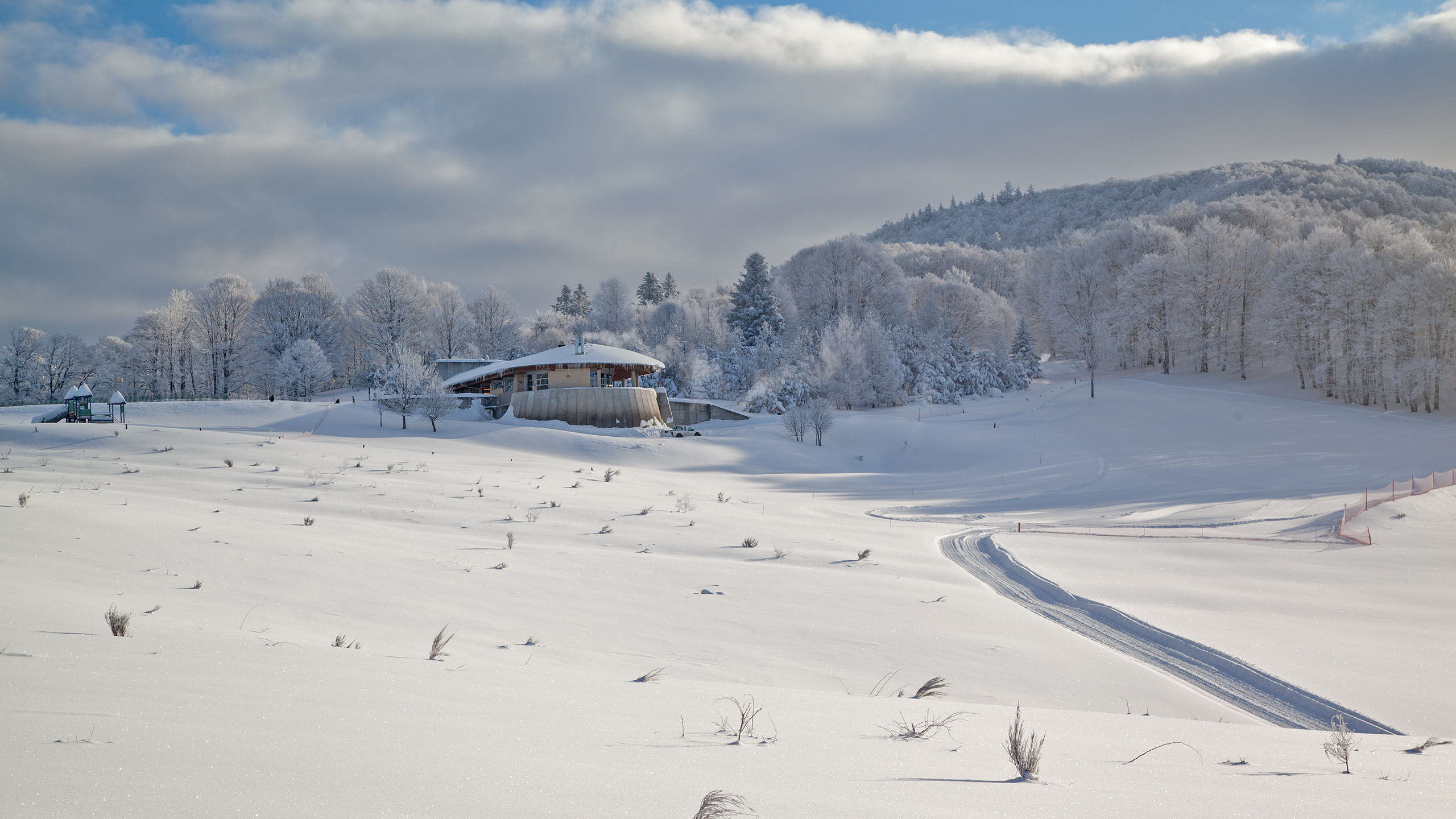
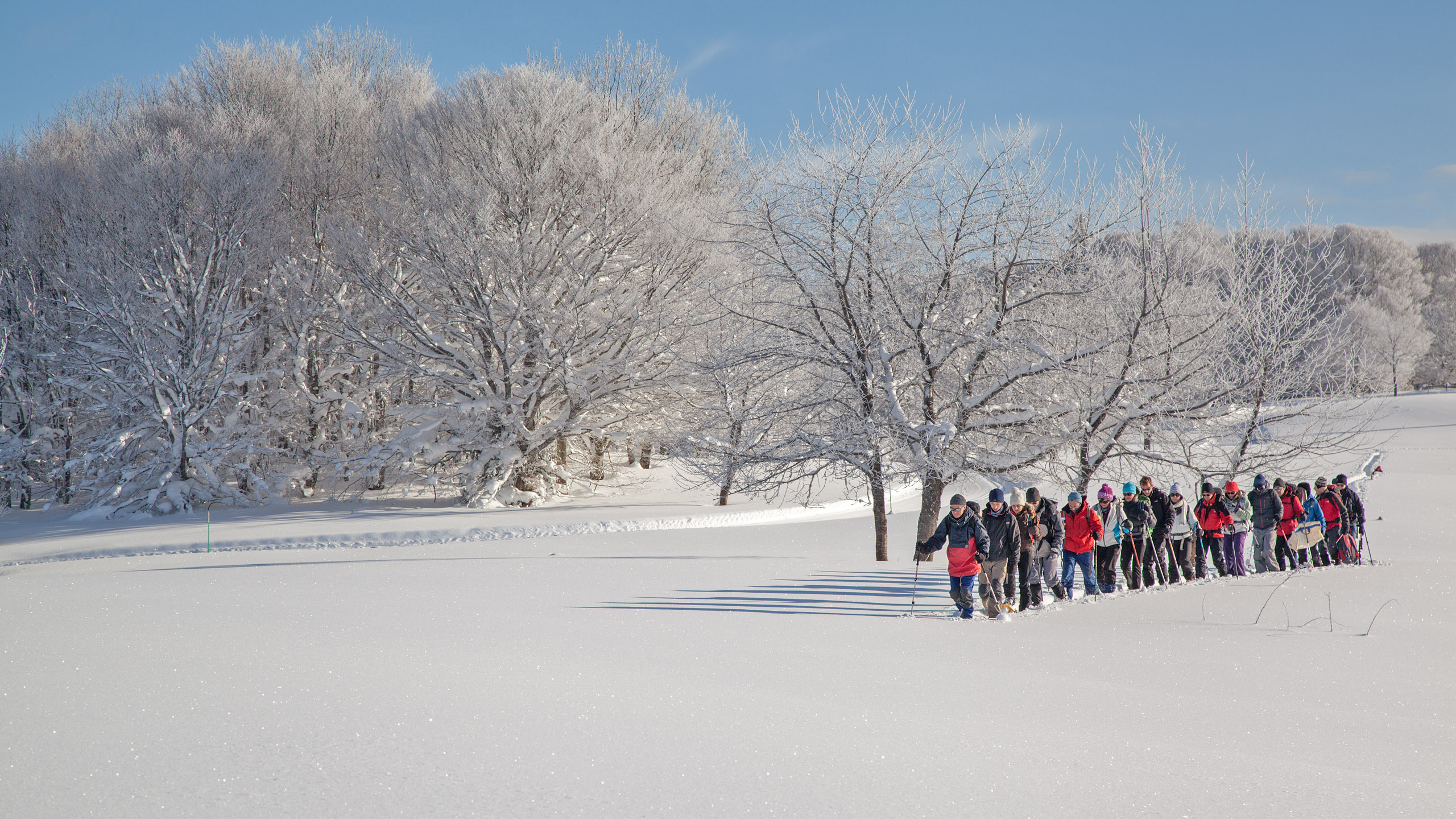
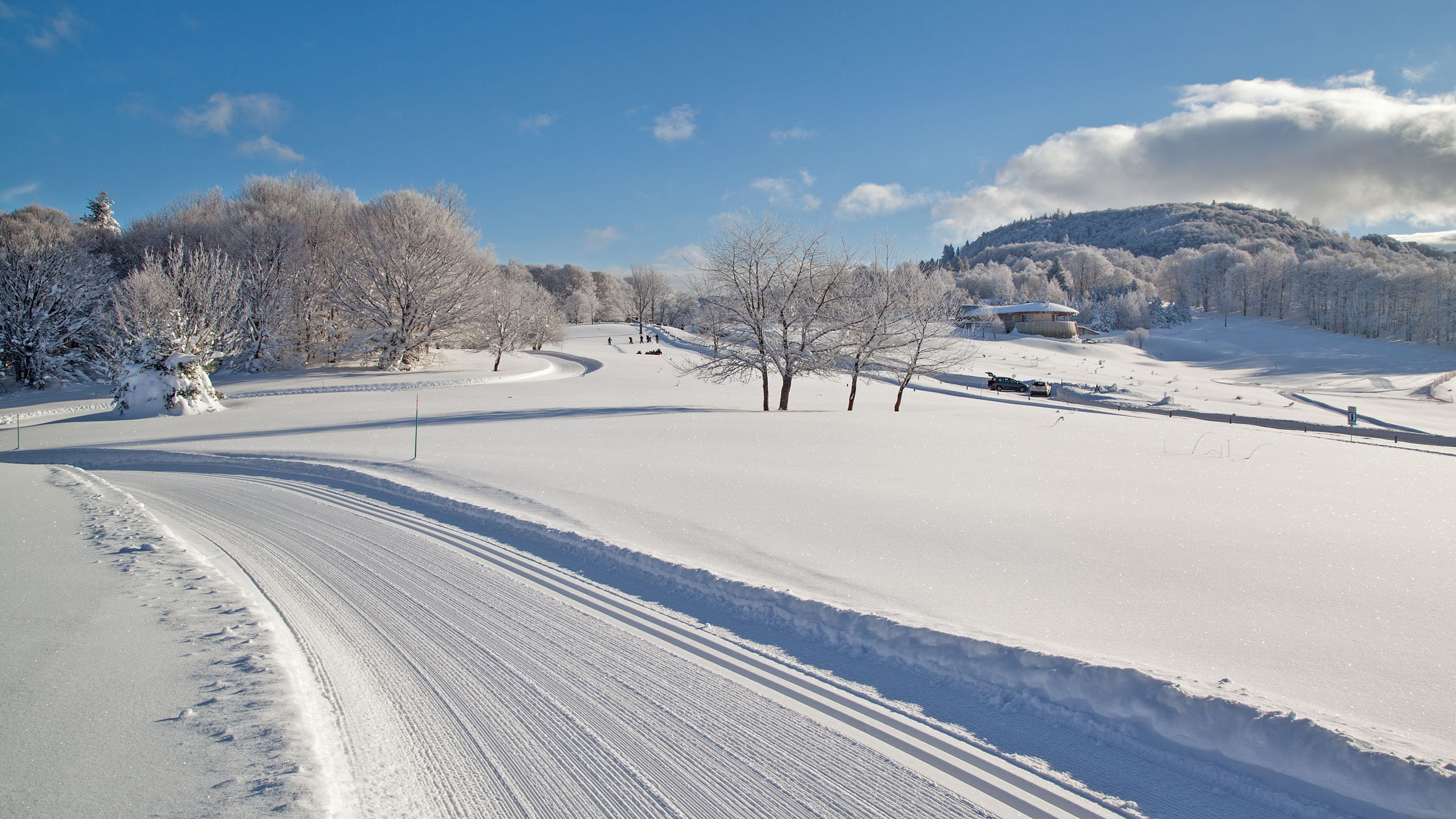